# 대한민국 제14대 대통령 선거 제주도
이 문서는 대한민국 제14대 대통령 선거의 제주도 지역 개표 결과이다.

## 개표 결과

### 제주시
|  | 38.33% |

|  | 32.87% |

|  | 16.55% |

|  | 10.41% |

|  | 1.36% |

|  | 0.33% |

|  | 0.13% |

### 북제주군
|  | 44.74% |

|  | 29.37% |

|  | 14.57% |

|  | 8.68% |

|  | 1.58% |

|  | 0.71% |

|  | 0.32% |

### 서귀포시
|  | 38.40% |

|  | 36.33% |

|  | 16.37% |

|  | 6.91% |

|  | 1.21% |

|  | 0.52% |

|  | 0.23% |

### 남제주군
|  | 42.26% |

|  | 31.87% |

|  | 16.75% |

|  | 6.75% |

|  | 1.45% |

|  | 0.62% |

|  | 0.27% |

## 전체 결과
|  | 39.97% |

|  | 32.92% |

|  | 16.14% |

|  | 8.84% |

|  | 1.39% |

|  | 0.49% |

|  | 0.21% |

민주자유당 김영삼 후보가 39.97%의 득표율을 기록하면서 제주도에서 승리를 거두었다. 이로써 보수정당이 지난 13대 대선 이후 다시 한 번 제주도에서 승리를 거두게 되었다.
민주당 김대중 후보는 32.92%의 득표율을 기록하면서 2위에 자리했다. 김대중 후보는 지난 대선 당시 10%대의 득표율에 그쳤으나 이번 선거에는 32%까지 득표율을 상승시키면서 높은 증가율을 보였다.
통일국민당 정주영 후보는 16.14%의 득표율을 기록했다. 정주영 후보는 전국 득표율과 비슷한 정도의 득표율을 제주도에서 기록했다.
신정치개혁당 박찬종 후보는 8.84%의 득표율을 기록했다.

### 주요 후보 결과
| 지역     | 김영삼 | 김영삼 | 김대중 | 김대중 | 정주영 | 정주영 | 박찬종 | 박찬종 |
| 지역     | 득표수 | 득표율 | 득표수 | 득표율 | 득표수 | 득표율 | 득표수 | 득표율 |
| -------- | ------ | ------ | ------ | ------ | ------ | ------ | ------ | ------ |
| 제주시   | 45,617 | 38.33% | 39,122 | 32.87% | 19,696 | 16.55% | 12,392 | 10.41% |
| 북제주군 | 23,957 | 44.74% | 15,726 | 29.37% | 7,803  | 14.57% | 4,650  | 8.68%  |
| 서귀포시 | 16,042 | 36.33% | 16,955 | 38.40% | 7,228  | 16.37% | 3,051  | 6.91%  |
| 남제주군 | 18,676 | 42.26% | 14,086 | 31.87% | 7,403  | 16,75% | 2,984  | 6.75%  |

대한민국 대통령 선거 역사 상 처음으로 제주도에서 승리한 후보가 제주도 내 전 지역을 싹쓸이한다는 징크스가 깨졌다. 제주도에서 승리를 거둔 민주자유당 김영삼 후보는 제주도에서 승리를 거두었지만 서귀포시에서는 김대중 후보에 밀리며 2위에 그쳤다. 김영삼 후보는 시 지역에서는 30%대, 군 지역에서는 40%대의 득표율을 기록했다.
민주당 김대중 후보는 서귀포시에서 1위를 차지하였다. 김대중 후보는 김영삼 후보와는 반대로 상대적으로 시 지역에서 더 선전했다.
통일국민당 정주영 후보는 전 지역에서 10% 이상의 득표율을 기록하는데 성공했다.
신정치개혁당 박찬종 후보는 상대적으로 제주도 북부 지역에서 더 높은 득표율을 올렸다. 특히 제주시에서는 10% 이상의 득표율을 기록하는데 성공했다.

## 같이 보기
- 대한민국 제14대 대통령 선거